# Клёйвер, Альберт Ян
Альберт Ян Клёйвер (нидерл. Albert Jan Kluyver; 3 июня 1888 — 14 мая 1956) — нидерландский биохимик и микробиолог (миколог и бактериолог), автор концепции биохимического единства жизни.
Профессор и ректор Делфтского технического университета. Иностранный член Национальной академии наук США (1950), Лондонского королевского общества (1952).

## Биография
Родился 3 июня 1888 года в городе Бреда в семье профессора математики Лейденского университета Яна Корнелиса Клёйвера и его супруги Марии, в девичестве Хониг. Учился в школе в Лейдене, в 1905 году поступил в Делфтскую высшую техническую школу. Окончив тогда уже Делфтский технический университет в 1910 году по специальность химика-инженера, Клёйвер остался в лаборатории Геррита ван Итерсона в должности ассистента.
В 1914 году Клёйвер получил степень доктора технических наук. В 1916 году он женился на Хелене Йоханне ван Луценбург Мас, работавшей в то время в области прикладной ботаники в Делфте. С 1916 по 1919 год Альберт работал консультантом Министерства сельского хозяйства, индустрии и коммерции в Голландской Ост-Индии.
В 1922 году по рекомендации ван Итерсона Клёйвер был назначен профессором общей и прикладной микробиологии в Делфте, сменив на этом посту Мартина Бейеринка.
Во время Второй мировой войны в лаборатории Клёйвера тайно в небольших количествах производился пенициллин.
После войны Клёйвер был ректором Делфтского университета. Он был посвящён в рыцари Ордена Нидерландского льва, в 1946 году стал обладателем датской премии имени Эмиля Кристиана Хансена.
В последние годы Клёйвер страдал от стенокардии. Скончался утром 14 мая 1956 года после сердечного приступа.
Клёйвер занимался изучением процессов брожения у дрожжей и бактерий, процессов метаногенеза, проблем классификации бактерий и дрожжей, внедрил в систематику дрожжей широкое использование физиологического подхода.

## Роды, названные именем А. Клёйвера
- Kluyveromyces Van der Walt, 1956